# 袁仲贤
袁仲贤（1904年—1957年2月16日），原名袁策夷，号达三，湖南长沙人。中华人民共和国外交官。

## 生平
1923年底进入广州大本营陆军讲武学校就读，1924年加入中国共产党，1924年11月19日该期学生转入黄埔军校，1925年以黄埔一期毕业生身份毕业。在黄埔军校政治部和国民革命军中工作。1927年参加南昌起义，任第二十军第三师参谋处长。不久去莫斯科中山大学学习。1931年起历任广东东江革命军事委员会主席、中共湘江特委书记。抗日战争期间，历任八路军平原纵队司令员、胶东军区副司令员。第二次国共内战期间，历任华东军区副参谋长、济南特别市警备司令、解放军第三野战军第八兵团政委、南京警备司令、第三野战军参谋长。中华人民共和国建国后调入外交部门，任中国驻印度大使，1957年任外交部副部长。因患肺癌久治无效，于1957年2月16日下午6时30分在北京医院逝世。享年53岁。

## 延伸阅读
- 袁肇富. . 时代文化出版社. 2009年7月  [2019-11-15]. 原始内容存档于2015-07-17.

| 外交職務    | 外交職務                                                 | 外交職務      |
| ----------- | -------------------------------------------------------- | ------------- |
| 前任： 首任 | 中華人民共和國駐印度大使 兼驻尼泊尔 1950年4月－1956年3月 | 繼任： 潘自力 |